# HD 10975
HD 10975，又名BD+37 372，SAO 54991、HR 521，是一颗恒星，视星等为5.94，位于銀經135.2，銀緯-23.55，其B1900.0坐标为赤經1h 42m 44.6s，赤緯+37° -23.55′ 18″。